# 평산 차씨
평산 차씨(平山車氏)는 황해북도 평산군을 본관으로 하는 한국의 성씨이다. 시조는 고려에서 문과에 급제한 차광한(車光翰)이다. 

## 참고 자료
- “평산차씨(平山車氏)”. 뿌리를 찾아서.[깨진 링크(과거 내용 찾기)]